# Donald Francis Lippert
Donald Lippert OFMCap (Pittsburgh, Pensilvânia, 12 de junho de 1957) é Bispo de Mendi.
Donald Lippert entrou na Congregação dos Capuchinhos e fez a profissão perpétua em 20 de agosto de 1983. O Bispo Coadjutor de Saint Thomas, Sean Patrick O'Malley OFMCap, ordenou-o sacerdote em 8 de junho de 1985.
Em 22 de novembro de 2011, o Papa Bento XVI o nomeou ao Bispo de Mendi. O arcebispo de Boston, Sean Patrick O'Malley OFMCap, concedeu sua consagração episcopal em 4 de fevereiro do ano seguinte; Os co-consagradores foram William R. Fey OFMCap, Bispo de Kimbe, e Stephen Reichert OFMCap, Arcebispo de Madang.